# Holy Wood (In the Shadow of the Valley of Death)
Holy Wood (In the Shadow of the Valley of Death) – czwarty album studyjny wydany przez grupę Marilyn Manson.
Według danych z kwietnia 2002 album sprzedał się w nakładzie 446,756 egzemplarzy na terenie Stanów Zjednoczonych.

## Lista utworów
A: In the Shadow
1. "GodEatGod" – 2:34
2. "The Love Song" – 3:16
3. "The Fight Song" – 2:55
4. "Disposable Teens" – 3:01

D: The Androgyne
1. "Target Audience (Narcissus Narcosis)" – 4:18
2. "President Dead" – 3:13
3. "In the Shadow of the Valley of Death" – 4:09
4. "Cruci-Fiction in Space" – 4:56
5. "A Place in the Dirt" – 3:37

A: Of Red Earth
1. "The Nobodies" – 3:35
2. "The Death Song" – 3:29
3. "Lamb of God" – 4:39
4. "Born Again" – 3:20
5. "Burning Flag" – 3:21

M: The Fallen
1. "Coma Black" a) Eden Eye b) The Apple of Discord – 5:58
2. "Valentine's Day" – 3:31
3. "The Fall of Adam" – 2:34
4. "King Kill 33°" – 2:18
5. "Count to Six and Die (The Vacuum of Infinite Space Encompassing)" – 3:24

Utwory bonusowe
1. "The Nobodies" (Wersja akustyczna) (Wydania japońskie i brytyjskie) - 3:33
2. "Mechanical Animals" (Na żywo) (Wydanie japońskie) - 4:41

## Pozycje na listach
| Lista         | Kraj              | Pozycja |
| ------------- | ----------------- | ------- |
| Billboard 200 | Stany Zjednoczone | 13      |
| OLiS          | Polska            | 14      |